# Сантијаго Каванаг
Сантијаго Каванаг (шп. Santiago Cavanagh; 2. август 1985) боливијски је пливач аргентинског порекла чија специјалност су трке прсним стилом. 

## Спортска каријера
Иако је рођен у аргентинској породици, Каванаг је одрастао у Боливији за коју је почео да се такмичи још као јуниор. Међутим још као осамнаестогодишњак је дошао у сукоб са Боливијским пливачким савезом („Febona”) због чега је напустио земљу и преселио се у Аргентину, а са 22 године је званично и прекинуо пливачку каријеру. Након неколико година се вратио у Боливију и поново почео са такмичарским пливањем. 
На великим такмичењима је дебитовао са 32 године, на светском првенству у малим базенима у канадском Виндзору 2016, односно у великим базенима у Будимпешти 2017. године. 
Учествовао је и на светском првенству у малим базенима у Хангџоуу 2018. и светском првенству у великим базенима у корејском Квангџуу 2019. године. У Кореји је Каванаг пливао у квалификационим тркама на 50 прсно и 100 прсно, које је окончао на 53, односно 73. месту. 
Представљао је Боливију на Панамеричким играма у Лими 2019, а у квалификацијама трке на 100 прсно заузео је укупно 20. место у конкуренцији 27. пливача. 